# Miltoncostaea oceani
Miltoncostaea oceani es una especie de bacteria del género Miltoncostaea. Fue descrita en el año 2021. Su etimología hace referencia a océano. Se tiñe gramnegativa, siendo una de las excepciones en el filo Actinomycetota. Es aerobia e inmóvil. Tiene un tamaño de 0,4-0,5 μm de ancho por 1-1,2 μm de largo. Temperatura de crecimiento entre 20-37 °C, óptima de 28 °C. Forma colonias circulares, convexas y de color blanco tras 4 días de incubación en agar MA. Catalasa y oxidasa positivas. Tiene un genoma de 3,68 Mpb y un contenido de G+C de 74,8%. Se ha aislado de sedimentos marinos a 233 metros de profundidad en el Mar de China. 